# Socha svatého Linharta (Lužec nad Cidlinou)
Socha svatého Linharta, ochránce dobytka a vězňů, se nalézá na návsi před domem čp. 74 v obci Lužec nad Cidlinou v okrese Hradec Králové. Barokní pískovcová socha z přelomu 17. a 18. století od neznámého autora je chráněn od 18. 5. 2006 jako kulturní památka ČR. Národní památkový ústav tento sloup uvádí v katalogu památek pod rejstříkovým číslem ÚSKP 101855.

## Historie
Barokní pískovcová socha svatého Linharta stávala původně až do roku 1845 v areálu klášterní zahrady Chlumecké Lorety. V tom roce ji získal darem od hraběnky Anežky Kinské tehdejší lužecký farář Josef Pařízek.

## Popis
Socha svatého Linharta v podživotní velikosti je umístěna čtyřbokém podstavci s profilovaným soklem a římsou. Světec je zobrazen v biskupském rouchu s mitrou na hlavě, v pravé ruce držel biskupskou berlu (v minulosti byla uražena). U nohou světce leží tele.

## Galerie

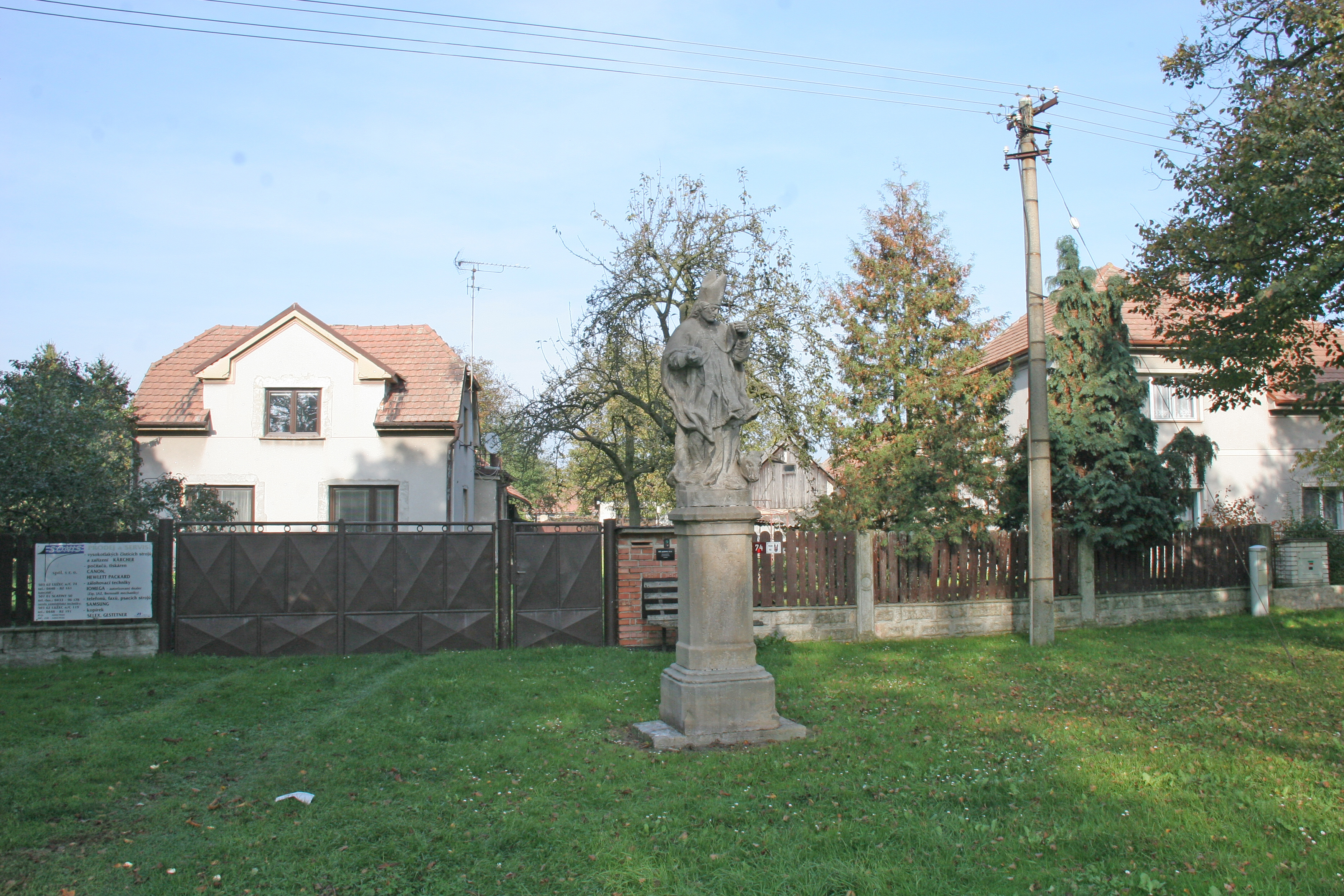
Sloup se sochou svatého Linharta v Lužci nad Cidlinou